# Ийст Ръдърфорд
Ийст Ръдърфорд e район в окръг Берген, щата Ню Джърси. Районът е част от вътрешния пръстен на предградията на Ню Йорк и се намира на 11 км западно от Манхатън.

## История
На 17 април 1889 г., със законодателен акт на щата Ню Джърси група селища е обединена в градчето Бойлинг Спрингс.. Градчето получава името си поради процъфтяващия обществен живот. На 27 март 1894 г. е проведен референдум, по силата на чието решение Бойлинг Спрингс е разформиран, и на негово място е образуван Ийст Ръдърфорд, което става на 28 март. Границите на субекта не се изменят, а са сменени само формата на управление и името.
В Ийст Ръдърфорд е разположен спортния комплекс „Медоуландс“, в който влизат „Пруденшъл Сентър“, бившата домашна арена на „Бруклин Нетс“ от НБА и Ню Джърси Девилс от Националната хокейна лига. Има и 2 стадиона – Метлайф Стейдиъм, арена на отборите по американски футбол Ню Йорк Джайънтс и Ню Йорк Джетс, където е проведен Супербоул XLVIII, и „Джайънтс Стейдиъм“, където тренират футболистите на „Джайънтс“, „Джетс“ и „Ню Йорк Ред Булс“. Ийст Ръдърфорд е единствената община с население под 10 000 жители, седалище едновременно на пет професионални спортни отбора..
- Площ: 10,7 km²
- Население: 8913 жители (2010)